# Toucanet à croupion rouge
Aulacorhynchus haematopygus
Espèce
Statut de conservation UICN

 LC  : Préoccupation mineure
Le Toucanet à croupion rouge (Aulacorhynchus haematopygus) est une espèce d'oiseaux de la famille des Ramphastidae.

## Description
Cet oiseau a un plumage essentiellement vert.

## Répartition
Cette espèce est endémique de la zone néotropicale (Équateur, Colombie et Venezuela).

## Sous-espèces
Cet oiseau est représenté par 2 sous-espèces :
- Aulacorhynchus haematopygus haematopygus (Gould, 1835) ;
- Aulacorhynchus haematopygus sexnotatus (Gould, 1868).